# 安部站
安部站（日语：／ Abe eki */?）是位於鳥取縣八頭郡八頭町日下部字德尾，若櫻鐵道若櫻線的車站。

## 歷史
車站名稱取自車站大樓所在地日下部地區，以及於八東川對面岸的安井宿地區，當時兩地引起了站名爭奪戰，結果雙方取其一字，合併成為「安部站」。周邊沒有地方名為安部。
- 1932年（昭和7年）2月5日 - 日本國有鐵道若櫻線隼站至八東站之間新設此站。當時為旅客和貨運車站。
  - 當時車站地址為鳥取縣八頭郡安部村日下部字德尾。
- 1956年（昭和31年）3月15日 - 隨著八頭村成立，車站地址變為鳥取縣八頭郡八頭村日下部字德尾。
- 1959年（昭和34年）5月15日 - 隨著八東町成立，車站地址變為鳥取縣八頭郡八東町日下部字德尾。
- 1987年（昭和62年）
  - 4月1日 - 伴隨國鐵分割民營化，車站由西日本旅客鐵道（JR西日本）營運。
  - 10月14日 - 若櫻線由若櫻鐵道繼承[1]。
- 2005年（平成17年）3月31日 - 隨著八頭町成立，車站地址變為鳥取縣八頭郡八頭町日下部字德尾。
- 2008年（平成20年）7月23日 - 登錄成為有形文化財。

## 車站構造
車站是一座地面車站，設有1面1線的單式月台。前往若櫻方向的列車會開啟左邊車門。男女共用的濕廁位於檢票口外。
車站大樓與理髪店一體化，該店以被委托負責車站業務（簡易委託車站），理髪店的店主兼任站長。在理髪店休息日時為無人車站。

## 使用狀況
以下為近年一日平均上下車人次列表：
| 上下車人次變化 | 上下車人次變化 |
| 年度           | 1日平均人次    |
| -------------- | -------------- |
| 2011年         | 52             |
| 2012年         | 33             |
| 2013年         | 33             |
| 2014年         | 31             |
| 2015年         | 29             |
| 2016年         | 40             |
| 2017年         | 48             |
| 2018年         | 54             |

## 車站周邊
- 日下部簡易郵局
- 遠藤農園
- 安部小學
- 安部保育所
- 安部地區公民館
- 安部地區綜合運動公園
- 親睦運動中心
- 八頭郵局
- 平木山
- 新興寺
- 八東川（日语：八東川）
- 國道482號（日语：国道482号）
- 鳥取縣道153號才代船岡線（日语：鳥取県道153号才代船岡線）

## 其他
電影「寅次郎的故事44 寅次郎的告白」於此站取景，在月台旁種植了紀念樹。另外，與電影相關的毛絨動物被放置在車站大樓內。

## 相鄰車站
若櫻鐵道
若櫻線
隼－安部－八東

## 注腳
1. ↑  . NHK新聞 (NHK全球媒體服務). 1987-10-14.
2. ↑  国土数値情報　駅別乗降客数データ  （页面存档备份，存于）（日語） - 國土交通省，2021年3月10日參閲

## 外部連結
- 沿線各站情報 - 若櫻鐵道株式會社 （页面存档备份，存于）（日語）
- 隼站守護會 （页面存档备份，存于）（日語）